# Zachria oblonga
Zachria oblonga är en spindelart som beskrevs av Ludwig Carl Christian Koch 1875. Zachria oblonga ingår i släktet Zachria och familjen jättekrabbspindlar.
Artens utbredningsområde är New South Wales. Inga underarter finns listade i Catalogue of Life.